# Can Savalls (Castelló d'Empúries)
Can Savalls és un mas del municipi de Castelló d'Empúries (Alt Empordà) inclòs en l'Inventari del Patrimoni Arquitectònic de Catalunya.
Edifici situat al sud del nucli antic de Castelló, a l'altra riba de la Muga i ubicat davant de la carretera C-260 en direcció a Roses, al camí que porta cap al Parc Natural dels Aiguamolls de l'Empordà.

## Arquitectura
Masia formada per quatre cossos adossats, els quals tenen diferents orientacions i alçades. El cos principal consta de planta baixa i un pis, amb la coberta a dues vessants de teula àrab i el carener paral·lel a la façana principal. Es troba arrebossada i pintada. A la planta baixa hi ha el portal d'accés a l'interior, d'arc rebaixat i amb un petit voladís superior de teula àrab. Damunt seu, una obertura també d'arc rebaixat amb barana de ferro forjat. Per la banda sud se li adossa un altre cos en perpendicular, amb coberta de teula a dues aigües i que consta de planta baixa i dos pisos. Té tot el parament arrebossat i pintat, de la mateixa manera que el cos principal. Les obertures de la façana principal són força grans i rectangulars, excepte la del pis superior, d'arc trilobulat apuntat i bastida amb pedra. A la façana sud es repeteix aquesta mateixa tipologia de finestra, en nombre de quatre. En aquest mateix cos se li adossa, per la banda sud, una àmplia galeria d'arcs apuntats sustentats per pilars quadrats, coronada per un terrat delimitat amb una balustrada a manera de barana. Per la banda est del cos principal s'adossa en perpendicular una altra crugia amb coberta a dues vessants de teula. A la façana que dona a l'interior de la finca, les obertures són d'arc rebaixat i estan bastides amb maons, amb diverses reformes. En canvi, a la façana nord, les úniques obertures corresponen a una línia d'espitlleres, també bastides amb maons.

## Història
Encara que no s'ha documentat notícies històriques que facin referència a la l'edifici en si, es pot relacionar el nom de la casa amb la nissaga dels Savalls. Un dels personatges més importants d'aquesta família va ser en Francesc Savalls i Massot (la Pera, 1817 - Niça, 1886) militar carlí empordanès que va participar en la primera, segona i tercera guerra Carlina. En aquesta última destaca l'episodi històric anomenat el "foc de Castelló".
El foc de Castelló fou una batalla ocorreguda prop de Castelló d'Empúries, la nit del 3 de novembre de 1874, que va enfrontar els carlins de Francesc Savalls i els liberals del brigadier Moya, que defensava la població.
Les tropes de Francesc Savalls van atacar per sorpresa als liberals del brigadier Moya que defensaven Castelló. Savalls fingí una retirada i el seu adversari va caure en el parany; això va permetre la victòria dels carlistes. Savalls fou felicitat pel bisbe Caixal i pel pretendent Carles VII i feu entrar els seus soldats a Olot coronats de llorer.
La meitat de la població va quedar arruïnada i cremada. La documentació de l'època ens parla de la mort de molts veïns, la destrucció de diverses cases i altres destruccions, malgrat que la població no es va mostrar mai partidària de cap dels dos bàndols.
El 1875 Carles VII el va anomenar capità general de Catalunya. Pel juliol del 1875 Savalls fracassà novament en un atac a Puigcerdà, i a l'agost participà en les operacions infructuoses de socors a la Seu d'Urgell assetjada. Savalls fou destituït i es retirà a Camprodon, i d'allí a França. L'octubre del 1875 va marxar definitivament a Niça, on feu de comerciant de vins i hi va morir el 1886. Abans se sotmeté a un consell de guerra, que l'absolgué del delicte de traïció que hom li havia imputat.
Actualment es conserva la Torre Carlina, una de les quatre que protegien l'entrada de la vila, construïda pel regiment Toledo que estava destinat a la població amb l'objectiu de fortificar-la.
Antoni Agramont, en la seva sardana més popular, El foc de Castelló, hi fa intervenir trets de trabuc per fer més real l'evocació de la gesta.
Des de l'any 2006, se celebra una festa a Castelló que té com a protagonista la recreació teatral i històrica de la batalla.